# Haden Edwards
Pour les articles homonymes, voir Edwards.
Haden (ou Hayden) Edwards (1771-1849), était un colon et spéculateur texan. Il fut l'un des premiers révolutionnaires et indépendantistes texan, fondant avec son frère la République de Fredonia dans les environs de Nacogdoches, entre décembre 1826 et janvier 1827. Le comté d'Edwards a été baptisé en son honneur.
Haden Edwards est né dans le comté de Stafford (Virginie) le 12 août 1771. Il était le fils de John Edwards, Sr qui fut sénateur du Kentucky. En 1820 Haden et son frère Benjamin achetèrent une plantation près de Jackson (Mississippi). Il rejoignit l'empresario Stephen F. Austin à Mexico pour obtenir du gouvernement mexicain l'autorisation de faire venir des colons anglo-saxons au Texas.